# Adventure Soft
Adventure Soft és una empresa desenvolupadora de videojocs situada al Regne Unit que es va establir els anys 80 per Mike Woodroffe, llavors de Callisto Computers, una de les primeres botigues d'ordinadors. Adventure Soft és conegut per la saga de videojocs Simon the Sorcerer.